# Rusovce
Rusovce (AFI: [rusɔutse], húngaro Oroszvár, alemán Karlburg, Rossenburg o Kerchenburg) es un cuarto con autonomía a nivel de municipio de Bratislava, capital de Eslovaquia, formando parte del distrito V.

## Historia
Hasta 1947 Rusovce, junto con Jarovce y Čunovo, formaban parte de Hungría y en ese año pasaron a Checoslovaquia para facilitar la construcción del Puerto de Bratislava. De 1947 a 1950, Jarovce perteneció administrativamente a Rusovce, y luego se convirtió en municipio autónomo. Desde el 1 de enero de 1972 forma parte de Bratislava.